# Exocentrus fasciolatus
Exocentrus fasciolatus är en skalbaggsart som beskrevs av Bates 1873. Exocentrus fasciolatus ingår i släktet Exocentrus och familjen långhorningar. Inga underarter finns listade i Catalogue of Life.